# Kristian Fredén

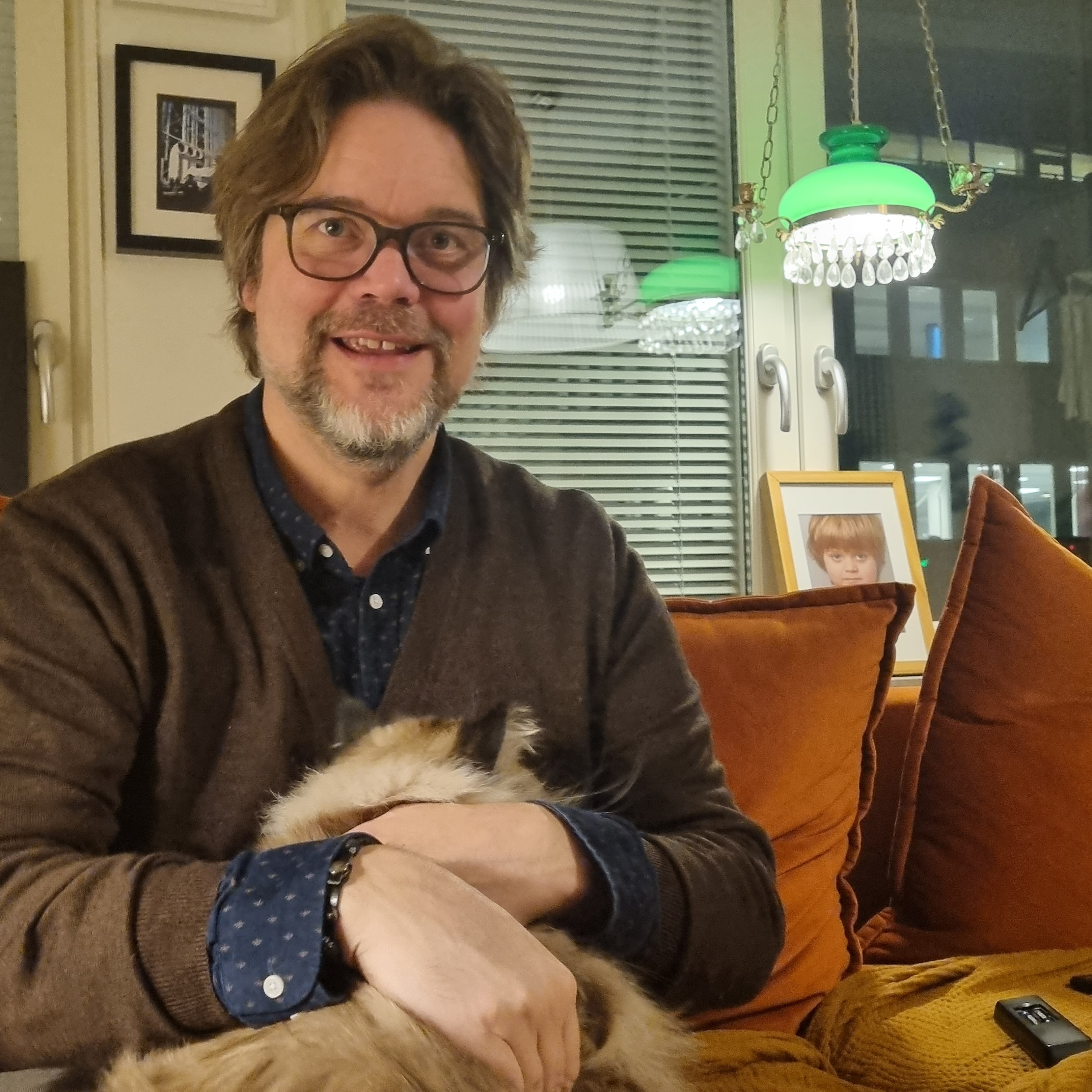
Kristian Fredén är bibliotekarie, författare samt redaktör hos Svenska Akademien.

Kristian Fredén, född 1972, är en svensk författare, litteraturkritiker, bibliotekarie och redaktör. Han är barnbarn till litteraturhistorikern Gustaf Fredén.

## Priser och utmärkelser
- Carl-Johan Vallgrens litteraturpris till yngre författare 2005